# PGC 12287
PGC 12287 est une vaste galaxie elliptique située dans la constellation de Persée. Sa vitesse par rapport au fond diffus cosmologique est de 7 533 ± 16 km/s, ce qui correspond à une distance de Hubble de 111,1 ± 7,8 Mpc (∼362 millions d'al). PGC 12287 a été découvert par l'astronome allemand Max Wolf en 1913.

## PGC 12287, une radiogalaxie
PGC 12287 est une radiogalaxie parmi les plus massives de l'amas de Persée, dont le représentant le plus massif est NGC 1275. Dans la classification Fanaroff-Riley, PGC 12287 est de classe 1 (FR1). Cette radiogalaxie présente deux jets de particules relativistes dont l'émission synchrotron, visible dans le domaine radio, s'étendent sur une centaine de kiloparsec ,,,. Comme cette galaxie se déplace à grande vitesse dans le milieu intra-amas, ces jets sont recourbés dans la direction opposée au mouvement dû à l’effet de la pression dynamique.

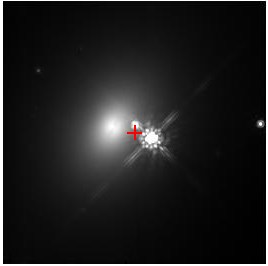
PGC 12287 (NGC 1265) par le télescope spatial Hubble.

## Note
À part les sites de Wolfgang Steinicke et du professeur Seligman, toutes les sources consultées identifient NGC 1265 à PGC 12287, mais il s'avère que ce pourrait être incorrect. En effet, en se basant sur les descriptions données par Bigourdan, le professeur Seligman rapporte que Steve Gottlieb s'est demandé en février 2017 si PGC 12279 qui est à 8 minutes d'arc au sud de la position relevée par Bigourdan n'était pas une meilleure candidate pour NGC 1265 que PGC 12287 qui est à 1,9 minute d'arc au nord-ouest de cette position. Harold Corwin a ensuite regardé le compte-rendu des observations de Bigourdan et il a conclu que Gottlieb avait raison. La galaxie NGC 1265 est donc PGC 12279 qui s'avère être la galaxie IC 312 découverte par Lewis Swift en 1888.